# 뱅크샐러드
뱅크샐러드(Bank Salad)는 대한민국의 핀테크 기업이자 회사가 운영하는 마이데이터 기반 개인 자산관리 모바일 어플리케이션이다.